# Hircano II
Hircano II (110 - 30 a. C.) fue un rey y sumo sacerdote del Reino de Judea, que reinó en Jerusalén entre los años 63 a. C. y 40 a. C., era el hijo mayor del rey y sumo sacerdote Alejandro Janneo y de su esposa Salomé Alejandra. Tras la muerte del rey Alejandro en el 79 a. C., la reina gobernó Judea y su hijo Hircano fue el sumo sacerdote.

## Lucha contra Aristóbulo II
Salomé designó a su hijo Hircano II como sucesor y al fallecer ella, en el 67 a. C., Hircano II se proclamó rey, apoyado por los fariseos, quienes habían respaldado a Salomé. 
Los saduceos, que habían sido favorecidos durante el reinado de Janneo pero fueron apartados del poder durante el gobierno de Salomé, apoyaron las pretensiones del otro hijo de Salomé, Aristóbulo II, quien logró hacerse dueño de una parte del territorio y se erigió en rey.
Antípatro de Idumea persuadió a Hircano II para pelear contra su hermano por sus derechos, e incluso lo convenció de que su hermano menor quería matarlo. Luego intervino para que Hircano II buscara la protección del rey árabe Aretas III de Petra. Ambos atacaron a Aristóbulo II en Jerusalén, lo que llamó la atención del magistrado romano, Pompeyo, asignado a la provincia oriental del Mediterráneo. En el 65 a. C., el general romano Pompeyo lo obligó a retirarse. Así, Aristóbulo II logró conservar transitoriamente el trono. 
Pompeyo se fue a luchar contra Tigranes de Armenia y una vez vencedor regresó a Damasco, Siria, en el 63 a. C., Pompeyo tomó partido aparentemente por Hircano II y tomó Jerusalén, donde los romanos profanaron el Templo. Pompeyo llevó como prisionero a Aristóbulo junto con sus hijos, Alejandro y Antígono Matatías, a Roma.
Pompeyo restableció a Hircano II como sumo sacerdote, pero no como rey. Judea pasó a ser en realidad un protectorado de Roma.
Alejandro logró escapar de Roma y en el 60 a. C. protagonizó una revuelta para derrocar a Hircano II; aunque inicialmente tuvo éxito, fue derrotado por Aulo Gabinio, procónsul romano de Siria. Aristóbulo II logró escapar en 56 a. C. y se enfrentó infructuosamente a Gabinio, hasta que este marchó a combatir a Egipto en 56 a. C.. Aristóbulo II aprovechó esta situación para derrotar a Hircano II.
De regreso, Gabinio derrotó otra vez a Aristóbulo II, pero a partir de allí el poder político de Hircano II fue meramente nominal y Antípatro de Idumea fue el verdadero jefe de gobierno a órdenes de los romanos. El país fue dividido en cinco territorios administrativos.

## Poder de Antípatro
En el 53 a. C. el poderío romano en Asia decayó tras la victoria del Imperio Parto sobre Craso en la batalla de Carrhae y luego, desde el 49 a. C., por la guerra civil entre Pompeyo y Julio César. Durante el conflicto, Aristóbulo II fue envenenado en Roma, y su hijo Alejandro, decapitado por orden de Pompeyo en Antioquía. Victorioso César, en el 47 a. C., nombró a Hircano II como etnarca de Judea, mientras que mantuvo a Antípatro como ministro principal y a Herodes, hijo de Antípatro, como "estratega" de Galilea. César trataba de organizar el estado para contraatacar a los partos. 
Tras el asesinato de César en el 44 a. C. la expansión del poder parto continuó, aprovechando los enfrentamientos entre los enemigos de César, dirigidos por Casio y Bruto y el segundo triunvirato. Triunfador este, en el 41 a. C., Marco Antonio designó a Fasael y Herodes, los hijos de Antípatro, quien había sido envenenado dos años antes, como etnarcas, con lo cual liquidó toda función de Hircano II que no fuera la de Sumo Sacerdote.

## Lucha contra Antígono
En el 40 a. C., los partos ocuparon Judea e instauraron a Antígono Matatías como rey y sumo sacerdote. Fasael fue muerto, Herodes huyó e Hircano II sufrió la amputación de las orejas para que no pudiera participar de los servicios de Templo y fue confinado en Seleucia del Tigris. En el 37 a. C., el gobernador romano de Siria, Cayo Sosio logró derrotar a los Partos y en junio de ese año tomó Jerusalén y restableció el poder de Herodes, declarándolo rey efectivo. Herodes logró que Marco Antonio ordenara la ejecución de Antígono y se apresuró a nombrar a Hircano como su consejero principal, tras haber contraído matrimonio con Mariamne I, nieta a la vez de Aristóbulo y de Hircano.

## Ejecución
Durante la guerra civil entre Octavio Augusto y Marco Antonio, Herodes tomó el partido de este y tras su derrota en 31 a. C., se vio en problemas para mantener su posición ante el vencedor declarado, Octavio. Entonces logró que el recién nombrado emperador lo mantuviera, en aras de sostener el poderío romano en Asia, pero vio un peligro en la posición de Hircano y lo acusó, en 30 a. C., de conspirar contra él junto con el rey nabateo Malik II y, condenó a muerte a ambos. Luego en el 29 a. C., Herodes hizo ejecutar a Mariamne I.